# Metz Township (Missouri)
Metz Township est un township, situé dans le comté de Vernon, dans le Missouri, aux États-Unis,.
Le township est fondé en 1873 et baptisé en référence au village de Metz, dans le Missouri.

### Source de la traduction
- (en) Cet article est partiellement ou en totalité issu de l’article de Wikipédia en anglais intitulé « Metz Township, Vernon County, Missouri » (voir la liste des auteurs).